# Maison Laurent-Létourneau
La maison Laurent-Létourneau, aussi appelée 1498, rue Principale, et Maison Rosaire-Simard, est une résidence patrimoniale construite en 1906 dans la municipalité de Chambord, au Québec.

## Voir plus